# Wrzosiec bagienny

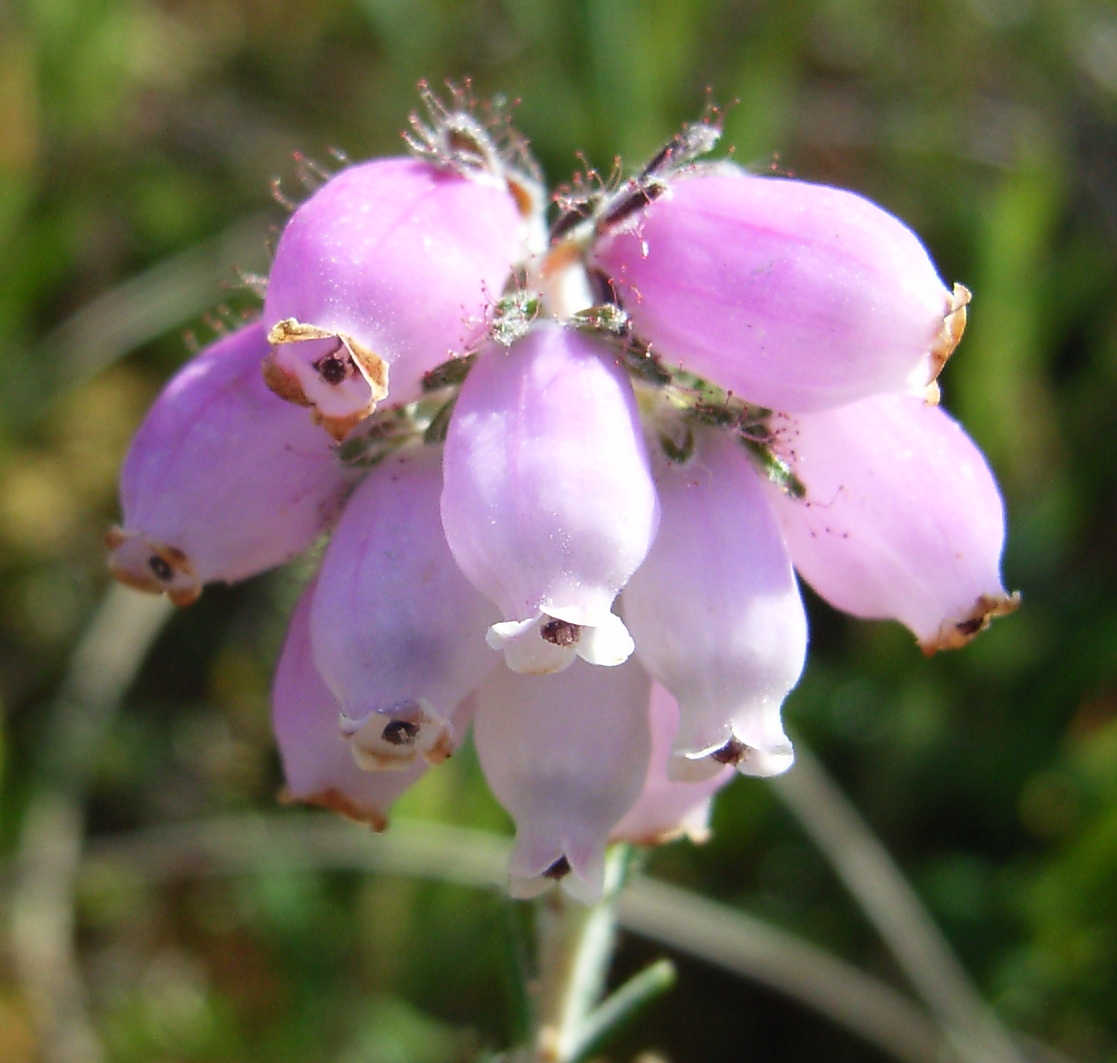
Kwiaty wrzośca bagiennego

Wrzosiec bagienny (Erica tetralix L.) – gatunek rośliny z rodziny wrzosowatych. Występuje w Europie i jako gatunek introdukowany w Ameryce Północnej. W Polsce jest rzadki, spotykany jest głównie w północno-zachodniej części kraju, zwłaszcza wzdłuż Bałtyku. Rośnie na wilgotnych wrzosowiskach i torfowiskach, poza tym w zaroślach i lasach bagiennych. Z powodu niszczenia lub przekształcania siedlisk gatunek ustępuje i klasyfikowany jest jako zagrożony. W Polsce podlega ochronie prawnej. Bywa uprawiany jako roślina ozdobna, choć raczej rzadko ze względu na duże wymagania siedliskowe. Znanych jest kilkadziesiąt odmian ozdobnych.

## Rozmieszczenie geograficzne
Gatunek występuje w zachodniej i środkowej Europie na obszarach pod wpływem klimatu oceanicznego – od środkowej Portugalii i Hiszpanii, poprzez zachodnie i środkowe Pireneje, zachodnią i północną Francję, kraje Beneluksu, północne Niemcy i Polskę, po Łotwę na wschodzie. Rośnie poza tym na Wyspach Brytyjskich, w Danii, w południowej części Półwyspu Skandynawskiego oraz na izolowanym stanowisku w środkowo-wschodniej Finlandii (koło Kuhmo). Podawany był dawniej z Wysp Owczych i Islandii, przy czym informacje te uznawane były za błędne do czasu odnalezienia stanowiska na Islandii w 2007. Najdalej na północy rośnie w Norwegii na równoleżniku 65°36′N.
W Polsce spotykany jest na Pobrzeżach Południowobałtyckich i Pojezierzu Zachodniopomorskim oraz na Pojezierzu Wschodniopomorskim i Południowopomorskim, zanikając na nich w miarę oddalania się od brzegu morskiego. Poza skupieniem stanowisk na pograniczu Dolnego Śląska i ziemi lubuskiej ma nieliczne, na ogół historyczne, izolowane stanowiska rozproszone w zachodniej części kraju.
W obrębie zasięgu rośnie generalnie na niżu, w górach nie przekracza granicy lasu. Na obszarach górskich znany jest z zachodniej Norwegii, środkowej Francji oraz z Pirenejów, gdzie znajdowany był do 2200 m n.p.m.
Na północną granicę zasięgu wpływ mają prawdopodobnie temperatury letnie, od których zależy kwitnienie i dojrzewanie nasion, a poza tym niskie temperatury zimowe. One też wpływają na kształt wschodniej granicy zasięgu tego wrzośca. W kierunku wschodnim i południowym granica zasięgu jest kształtowana przez rosnące ryzyko susz letnich.
Jako gatunek introdukowany rośnie w północno-wschodnich stanach USA. Także w Europie niektóre stanowiska, zwłaszcza poza zasięgiem klimatu oceanicznego (np. w południowych Niemczech) wskazywane są jako powstałe prawdopodobnie w wyniku dziczenia roślin uprawianych.

## Morfologia

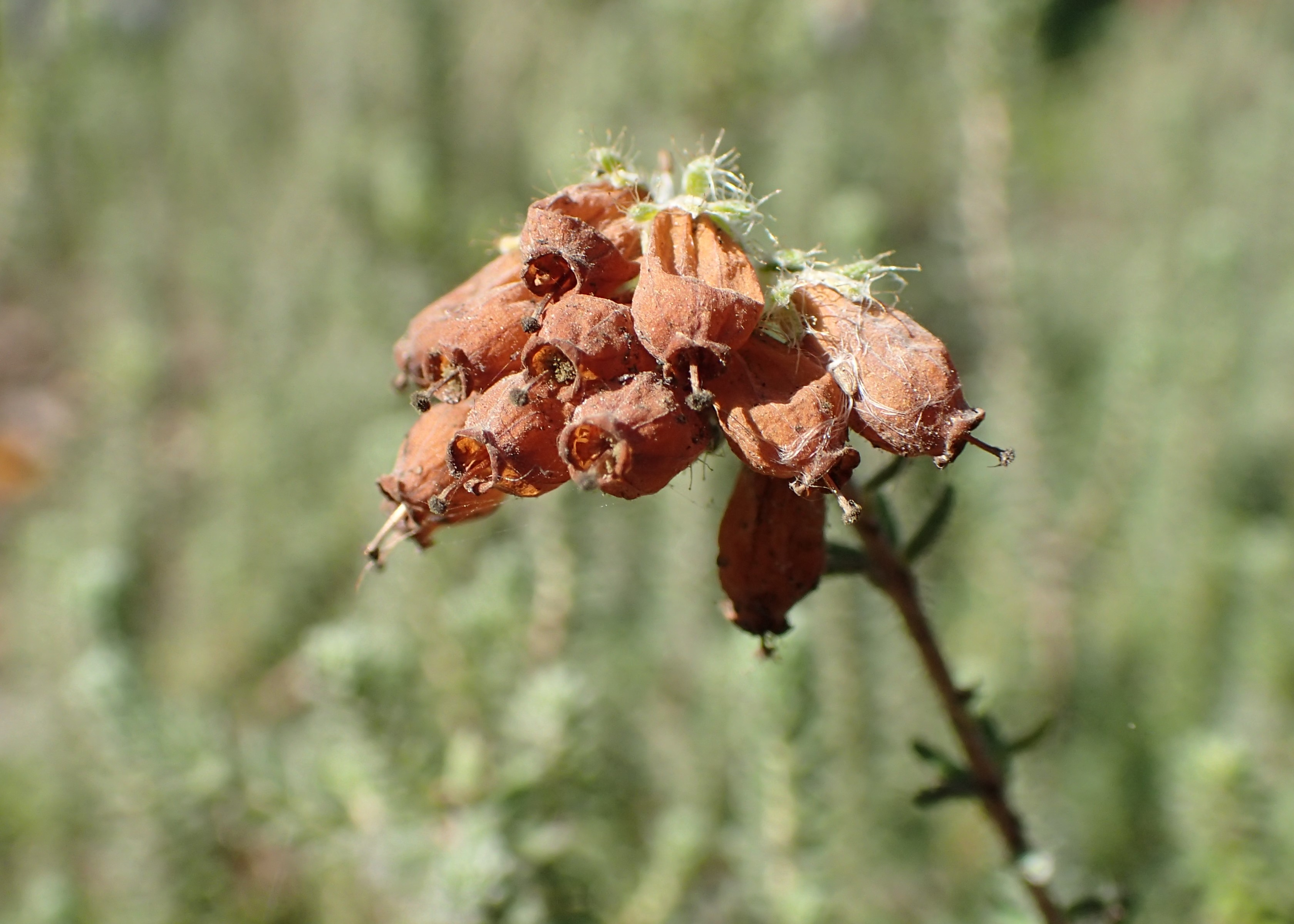
Po przekwitnieniu suche korony ukrywają wewnątrz dojrzewające owoce

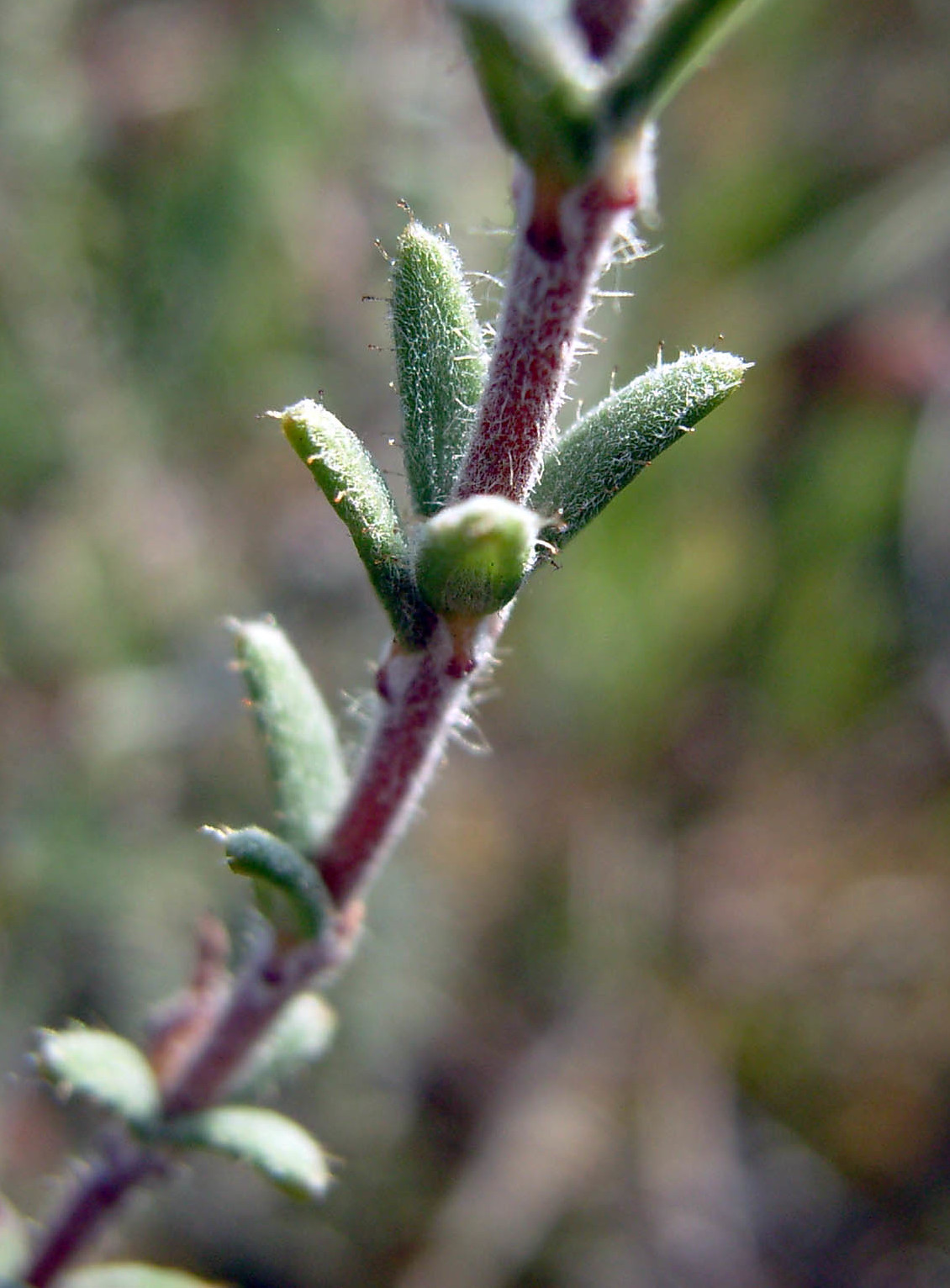
Liście wrzośca bagiennego

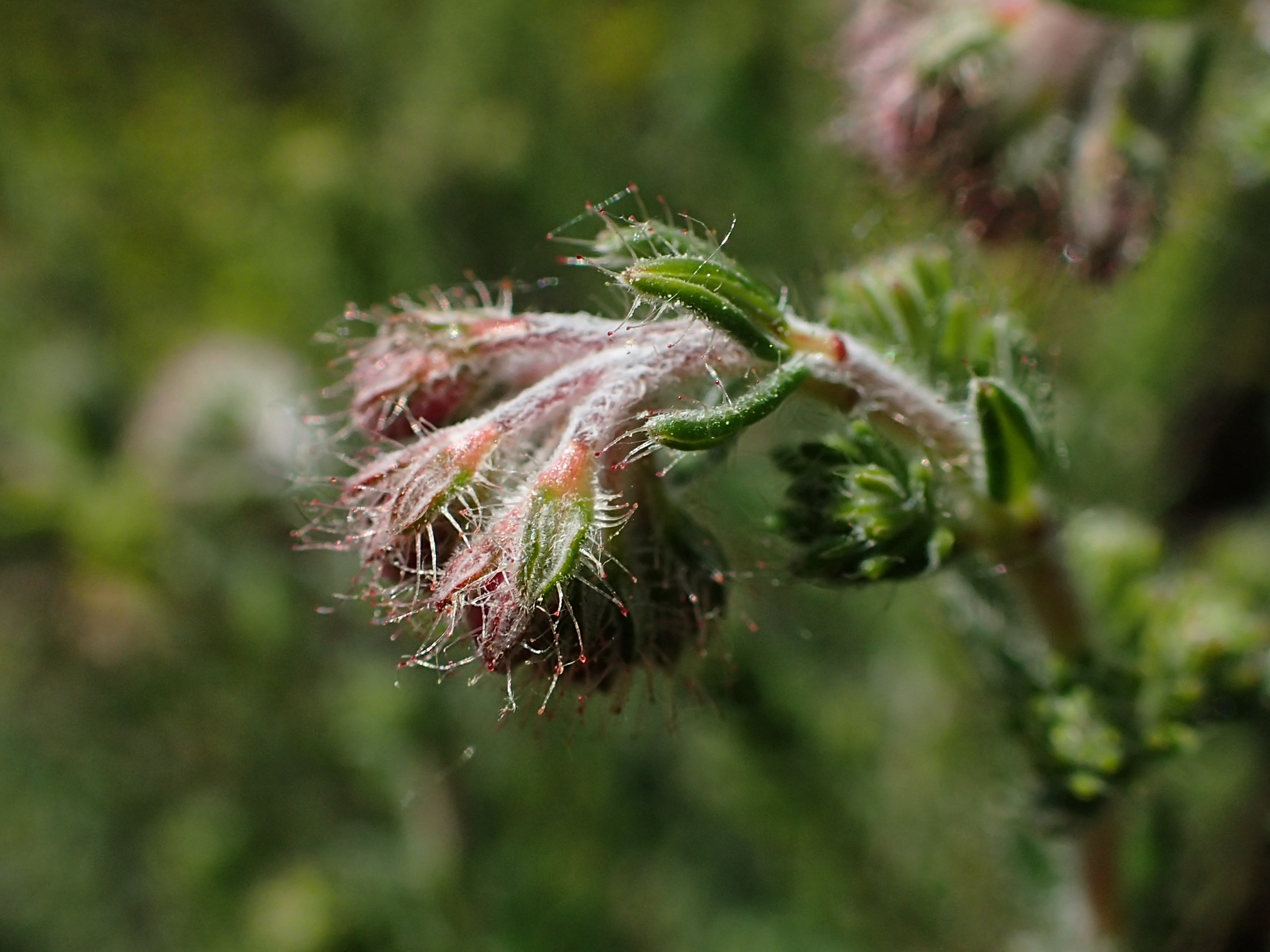
Ogruczolone liście i działki

PokrójKrzewinka silnie rozgałęziająca się o zmiennym pokroju w zależności od warunków siedliskowych. W miejscach mokrych rośnie w formie płożącej, z pędami często zagrzebanymi w warstwie mchów, gęsto korzeniącymi się (przy czym gęste korzenie przenikają tylko płytką warstwę gleby) i z podnoszącymi się odgałęzieniami. W miejscach suchych tworzy zwarte, półkuliste krzaczki. Ma bardziej wyprostowany pokrój rosnąc w towarzystwie konkurencyjnych gatunków, np. wrzosu. Osiąga do 0,6 m wysokości (rzadko do 0,7 m). Pędy są cienkie. Roczne są zielone i pokryte sztywnymi włoskami przylegającymi i odstającymi. Starsze pędy łysieją i są brązowe.
LiścieZimozielone – liście na pędach utrzymują się zwykle przez dwa lata, rzadko dłużej. Wyrastają w okółkach po cztery, rzadziej po trzy. W górze pędu okółki są luźniej rozmieszczone, a liście w nich coraz mniejsze i coraz bardziej wzniesione, czasem przytulone górną powierzchnią do pędu. Liście osiągają do 4 mm (rzadziej 5 mm) długości i do 0,7 mm szerokości. Osadzone są na krótkich ogonkach do 0,3 mm długości. Blaszka jest ciemnozielona z góry, równowąska, ostro zakończona, o brzegach podwiniętych, niemal całkowicie zasłaniających jaśniejszy spód. Cała blaszka jest szaro owłosiona krótszymi i dłuższymi, gruczołowatymi włoskami.
KwiatyZebrane po 4 do 12 (rzadziej do 15) w szczytowym, baldachowatym kwiatostanie. Pąki kwiatowe są gruczołowato owłosione i lepkie. W czasie kwitnienia kwiaty zwisają, a w czasie owocowania podnoszą się ku górze. Osadzone są na krótkich (2–4 mm długości), owłosionych szypułkach, z trzema listkami podkwiatowymi rozwijającymi się tuż pod kielichem. Jego cztery zielone działki osiągające 2 mm długości też są silnie owłosione, na brzegach orzęsione i ogruczolone. Korona zrosłopłatkowa, jajowato-cylindryczna, o długości 5–7 mm, zwieńczona jest czterema trójkątnymi ząbkami o długości ok. 0,5 mm. Korona ma barwę jasnoróżową, czasem jest cała biała. Osiem pręcików ma pazurkowato zakończone, purpurowoczerwone pylniki, które otwierają się na szczycie okrągłymi porami. Pręciki nie wystają z korony, mimo że posiadają długie nitki. Słupek jest górny. Zalążnia powstaje z czterech owocolistków (rzadko z pięciu), jest kulistawa u nasady z krążkiem miodnikowym. Szyjka słupka prosta, zwieńczona ciemnym, główkowatym znamieniem nieco wystającym z korony.
OwoceRozwijają się ukryte w trwałym, zasychającym okwiecie. Mocno owłosione (włoski jednokomórkowe, długości do 170 μm), kulistawe torebki o wysokości do 2 mm i szerokości do 2,5 mm. Na szczycie z lejkowatym wgłębieniem w którym znajduje się zachowana nasada szyjki słupka. Torebki podzielone są przegrodami na cztery komory (rzadko pięć). Zawierają po 60–100 nasion, przy czym zwykle mniej niż połowa z nich dojrzewa i ma zdolność kiełkowania. Nasiona są drobne – o długości 0,5 mm i szerokości 0,25 mm.

## Systematyka i zmienność
Wrzosiec bagienny reprezentuje podrodzaj Euerica Benth. i sekcję Eremocallis Salisb. ex Benth. (Bentham, 1839). Sekcja ta obejmuje gatunki wyróżniające się kwiatami skupionymi w szczytowe baldachy, liśćmi tylko częściowo podwiniętymi i ogruczolonymi, pylnikami z wyrostkami. W obrębie sekcji wyróżniana jest grupa E. tetralix obejmująca trzy najbliżej spokrewnione taksony w randze gatunków lub trzy podgatunki albo w obrębie E. tetralix albo w obrębie dwóch gatunków – E. tetralix i E. mackaiana. Poza gatunkiem (ew. podgatunkiem) typowym grupa obejmuje:
- Erica mackaiana Bab. – wrzosiec Mackaiana[14] (syn. E. tetralix subsp. mackaiana (Bab.) Syme[13], czasem także opisywany jako E. tetralix ‘Mackaiana’[14]) – występuje w północno-zachodniej Hiszpanii i w zachodniej Irlandii[13].
- Erica andevalensis Cabezudo & Rivera (syn. E. mackaiana subsp. andevalensis (Cabezudo & Rivera) D. McClintock & E.C. Nelson) – występuje w południowo-zachodniej Hiszpanii (prowincje Huelva i Sewilla) oraz w południowej Portugalii[13].

Oba taksony wyodrębniane z E. tetralix różnią się nagą zalążnią, a nie owłosioną jak u E. tetralix sensu stricto, nasionami o komórkach na powierzchni ze ścianami łagodnie wyginającymi się, podczas gdy u E. tetralix sensu stricto są one silnie faliste, nasiona są poza tym bardziej zaokrąglone u E. mackaiana lub silniej wydłużone u E. andevalensis. Działki u obu tych gatunków są nagie poza rzadkimi, długimi rzęskami.
Z Hiszpanii opisano odmianę gęsto, biało owłosioną – var. martinesii Benth., ale jej status taksonomiczny jest niejasny – możliwe, że jest to mieszaniec.
W obrębie gatunku Erica tetralix opisywane są formy o kwiatach białych (f. alba Rgl.), dość często spotykane, lub ciemnoróżowych, pełnokwiatowe (pręciki zmodyfikowane w płatki) i o kwiatach pięciokrotnych.
Wrzosiec bagienny tworzy mieszańce z wrzoścem orzęsionym E. ciliaris – wrzosiec Watsona E. ×watsonii Benth., z wrzoścem Mackaiana E. mackaiana – E. ×praegeri Ostenf., z wrzoścem rozpierzchłym E. vagans – wrzosiec Williamsa E. ×williamsii Druce. Mieszańce mają cechy pośrednie w stosunku do taksonów rodzicielskich i pierwsze dwa występują często w obszarze, gdzie ich zasięgi się nakładają.

## Nazewnictwo
Naukowa nazwa rodzajowa utworzona została przez Josepha de Tourneforta poprzez przeniesienie dawnej greckiej nazwy ἐρείκη ereike stosowanej najprawdopodobniej w odniesieniu do wrzośca drzewiastego Erica arborea przez Ajschylosa i Pliniusza Starszego. Nazwa ta pochodziła prawdopodobnie od słowa ereiko = „łamię, kruszę” w nawiązaniu do kruchych gałęzi tego gatunku. Przed wprowadzeniem nomenklatury binominalnej gatunków wrzosiec bagienny opisywany był przez Kluzjusza jako Erica decima tertia, a przez Jacquesa Daléchamps’a jako Erica nona, u Adriaana van Royena jako Erica foliis subulatis. Nazwa gatunkowa tetralix nadana została gatunkowi przez Karola Linneusza w Species Plantarum w 1753 (w nawiązaniu do czterech liści w okółku). Wykorzystał on przy tym starożytną nazwę grecką stosowaną w odniesieniu do jakiejś rośliny pnącej (gr. tetra = „cztery”, heliks = „owijający się, pnący”).
Karol Linneusz zaliczył wrzośce wraz z wrzosem do jednego rodzaju Erica, który w Polsce nazywano wrzosem. Przez Krzysztofa Kluka wrzosiec bagienny zwany jest w efekcie „wrzosem błotnym” (wrzos został przeniesiony do osobnego rodzaju przez Johna Hulla w 1808, a konsekwencją utożsamiania tych roślin pod jedną nazwą jest nazwa zwyczajowa rodziny Ericaceae – wrzosowate). W 1871 Jakub Waga nazwał E. tetralix „wrzosieniem”. W XX wieku ustaliła się nazwa wrzosiec wobec rodzaju Erica, natomiast gatunek określano początkowo dość różnie: „bagnowym”, „błotnym” i „bagiennym”. Ostatnia nazwa była najszerzej stosowana i została przyjęta jako obowiązująca.

## Biologia

### Rozwój
Wrzosiec bagienny jest nanofanerofitem lub drewniejącym chamefitem o pąkach nagich – pozbawionych łusek okrywających.
Na siedliskach niezaburzonych, ze zwartą pokrywą roślinności, rośliny tego gatunku rozmnażają się głównie wegetatywnie rozrastając się za pomocą korzeniących się, płożących pędów. Za pomocą nasion rozprzestrzeniają się w przypadku wystąpienia zaburzeń w siedlisku – kiełkują one w miejscach ze zniszczoną lub zdartą pokrywą roślinną i w naturze siewki obserwowane są bardzo rzadko. Nasiona wysypujące się z torebek zwykle rozsiewają się w niewielkiej odległości od rośliny macierzystej.
Nasiona zachowują zdolność do kiełkowania przez długi czas. W większości zdołały skiełkować po 5 latach przechowywania w stanie suchym. Dobrze znoszą też zalanie wodą, nie tracąc zdolności do kiełkowania nawet po zalaniu trwającym trzy miesiące. Kiełkowanie zachodzi z powodzeniem w szerokim zakresie temperatur (od 2 do 30 °C) i nie ma na nie wpływu (jest zbędna) stratyfikacja chłodna. Korzystny wpływ na kiełkowanie ma lepszy dostęp do światła oraz rodzaj podłoża – nasiona dobrze kiełkują na torfie, słabiej na glebie mineralnej (przy czym dalszy rozwój siewek jest z kolei lepszy na glebie mineralnej) i bardzo słabo na glebie bardzo kwaśnej lub zasobnej w węglan wapnia.
Kiełkowanie jest epigeiczne. Korzeń pierwotny rozwija się ok. 2 tygodnie po wysianiu nasion, a liścienie po kolejnym tygodniu. Bardzo często łupina nasienna podczas kiełkowania wynoszona jest na jednym z liścieni, które standardowo są dwa, ale nierzadko też obserwuje się rozwój trzech liścieni. Rozwój siewek jest lepszy na podłożu przepuszczalnym i w takim wypadku w ciągu pierwszego roku roślina może tworzyć już rozgałęziony pęd. Rozwój młodych roślin na siedlisku bagnistym jest wolniejszy.
Wznoszące się pędy rozwijają się w kwietniu i maju, podczas gdy pędy płożące rosną i wiosną, i latem. Silniej rosnące młode rośliny mogą zakwitnąć już w drugim lub trzecim roku życia. W kolejnych latach kwitnienie powtarzane jest zwykle regularnie. Rozpoczyna się ono w czerwcu i najintensywniej przebiega w lipcu i sierpniu, kończąc się we wrześniu. Kwiaty odwiedzane są najczęściej przez błonkoskrzydłe, opisywane są jako zapylane przez trzmiele, motyle dzienne i pszczolinki. Jednak owady te zalatując do kwiatów wrzośca w większości nie są w stanie go zapylić z powodu zwykle zbyt krótkiej ssawki (skorzystać z nektaru i zapylić kwiat mogą tylko błonkoskrzydłe o długiej ssawce, sięgającej ponad 7 mm). Trzmiele i miesierki czasem dostają się do nektaru wygryzając otwór z boku kwiatu. Jako skutecznych zapylaczy wskazywano wciornastki. Do zapylenia dochodzi także w wyniku anemogamii i samopylności. Właśnie samopylność wskazywana jest jako najczęstszy sposób zapylenia u tego gatunku. Skuteczność zawiązywania owoców i nasion w wyniku samopylności jest u tego wrzośca taka sama jak w wyniku zapylenia krzyżowego.
Owoce i nasiona dojrzewają od września do października i wysypują się do końca roku. Rozsiewane są przez wiatr.
Wiek najstarszych zarejestrowanych pędów wrzośca bagiennego wynosił 19 lat.
Na stanowiskach o optymalnych warunkach wrzosiec bagienny występować może obficie na dużych powierzchniach.

### Genetyka
Liczba chromosomów 2n = 24.

## Ekologia

### Siedlisko

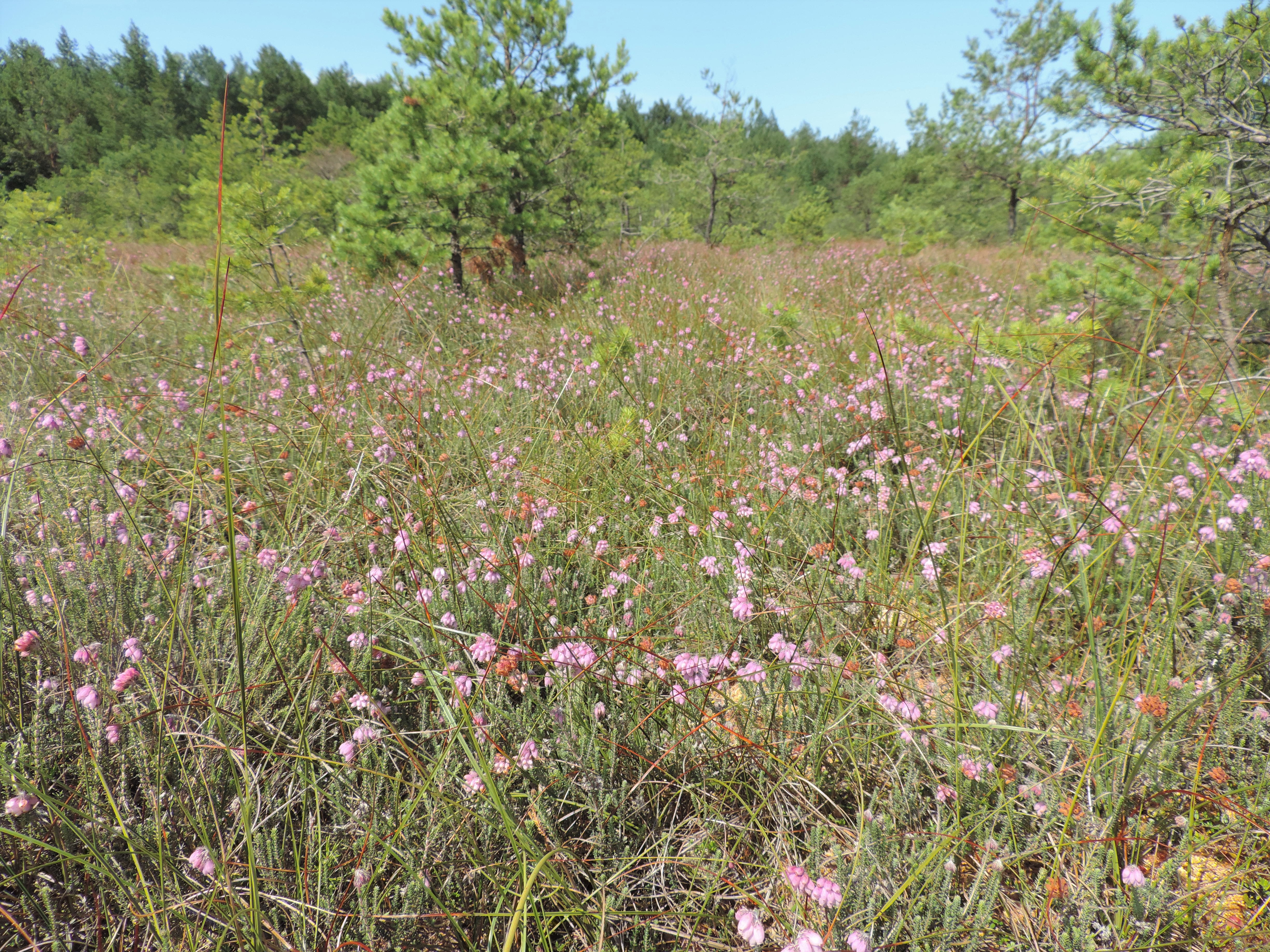
Torfowisko z masowo rosnącym wrzoścem pod Drźwirzynem koło Kołobrzegu

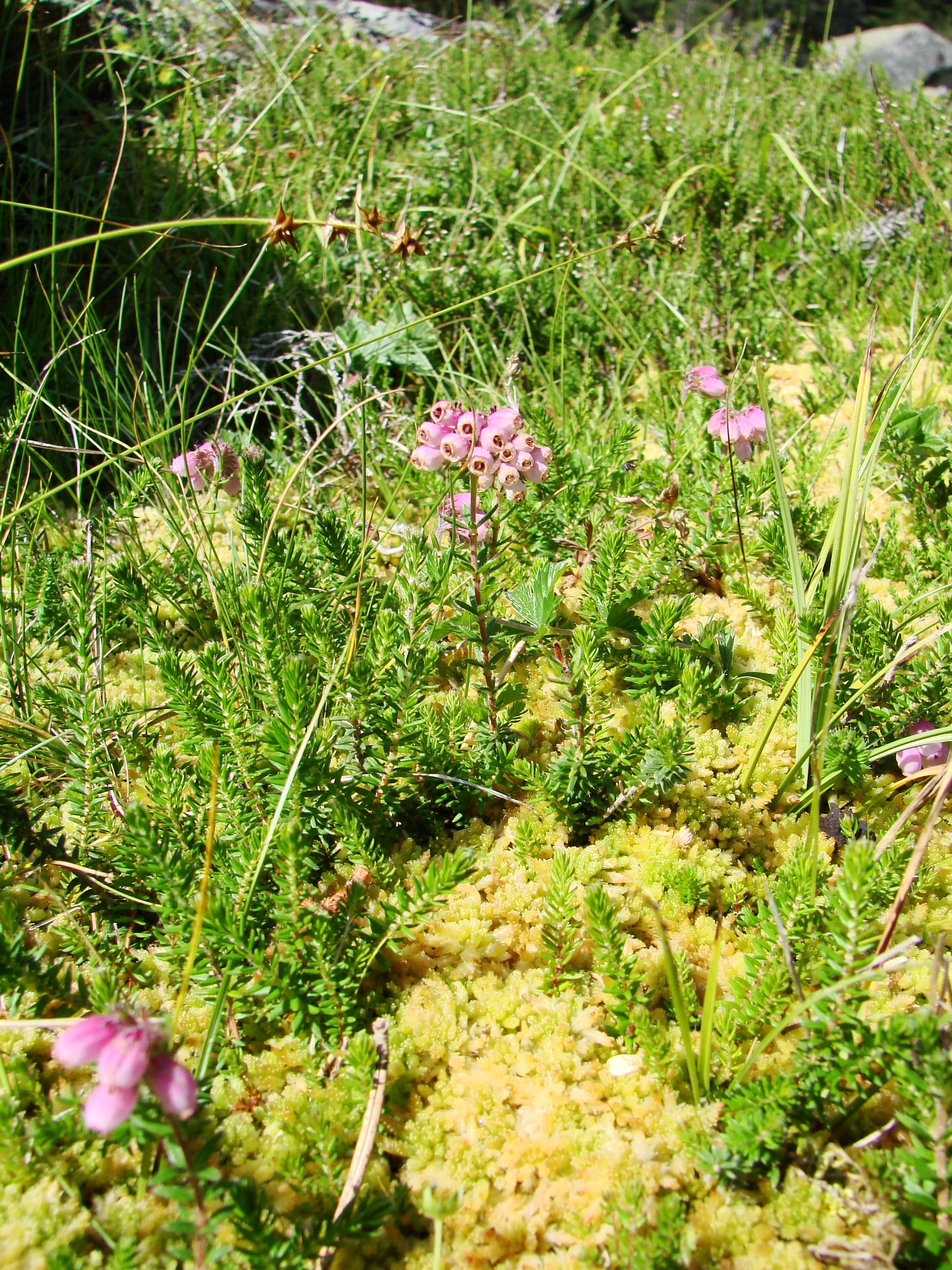
Wrzosiec bagienny rosnący w kożuchu torfowców na torfowisku w Pirenejach

Gatunek rośnie w różnych zbiorowiskach roślinnych – na wilgotnych wrzosowiskach, na torfowiskach wysokich, w borach bagiennych i trzęślicowych. Na wybrzeżach Morza Bałtyckiego i Północnego rośnie w zagłębieniach międzywydmowych, często w towarzystwie bażyny czarnej.
Najlepiej rozwija się w miejscach mokrych, na glebie organicznej (torfowej), ubogiej w składniki odżywcze (oligotroficznej), choć spotykany jest także na siedliskach mezo- i eutroficznych. Preferuje siedliska stale zabagnione, słabo napowietrzone – wykazano pozytywną korelację między procentowym pokryciem tego gatunku w zbiorowisku, a stężeniem dwutlenku węgla i siarkowodoru w wodach gruntowych. Poza glebami torfowymi spotykany bywa na torfowiskach soligenicznych silnie zmineralizowanych, a nawet na mokradłach eutroficznych powstających na glebach mineralnych i w zagłębieniach międzywydmowych, gdzie latem proces bagienny zanika i następuje całkowity rozkład materii organicznej. Pozytywnie reaguje na lekkie przesuszenie zasiedlanego torfowiska lub boru bagiennego. Dobrze znosi niewielkie pożary, czasem stając się po nich dominantem, ale powtarzające się oddziaływanie ognia eliminuje ten gatunek.
Odczyn gleby na stanowiskach wrzośca wynosi zwykle od 4 do 5 pH, ale rejestrowany jest w szerszym zakresie – od 3,5 do 7 pH. Zawartość wymiennych form wapnia jest zmienna w siedliskach tego gatunku od ok. 80 mg na 100 g (torfowiska oligotroficzne) do ok. 1000 mg na 100 g (torfowiska eutroficzne). Jest gatunkiem wskaźnikowym dla gleb kwaśnych.
Najlepiej rośnie w miejscach nasłonecznionych, ale znosi okresowe ocienienie. W siedliskach leśnych poprawia się jego kondycja po prześwietleniu drzewostanu.
W typologii siedlisk leśnych gatunek charakterystyczny dla boru wilgotnego (Bw).
Charles Darwin podejrzewał, że lepko ogruczolone liście wrzośca bagiennego mogą oznaczać, że należy od do roślin owadożernych. Współcześnie wiadomo, że się mylił, a gruczołowatym włoskom przypisuje się raczej rolę ochronną przed roślinożercami.

### Interakcje międzygatunkowe i fitosocjologia

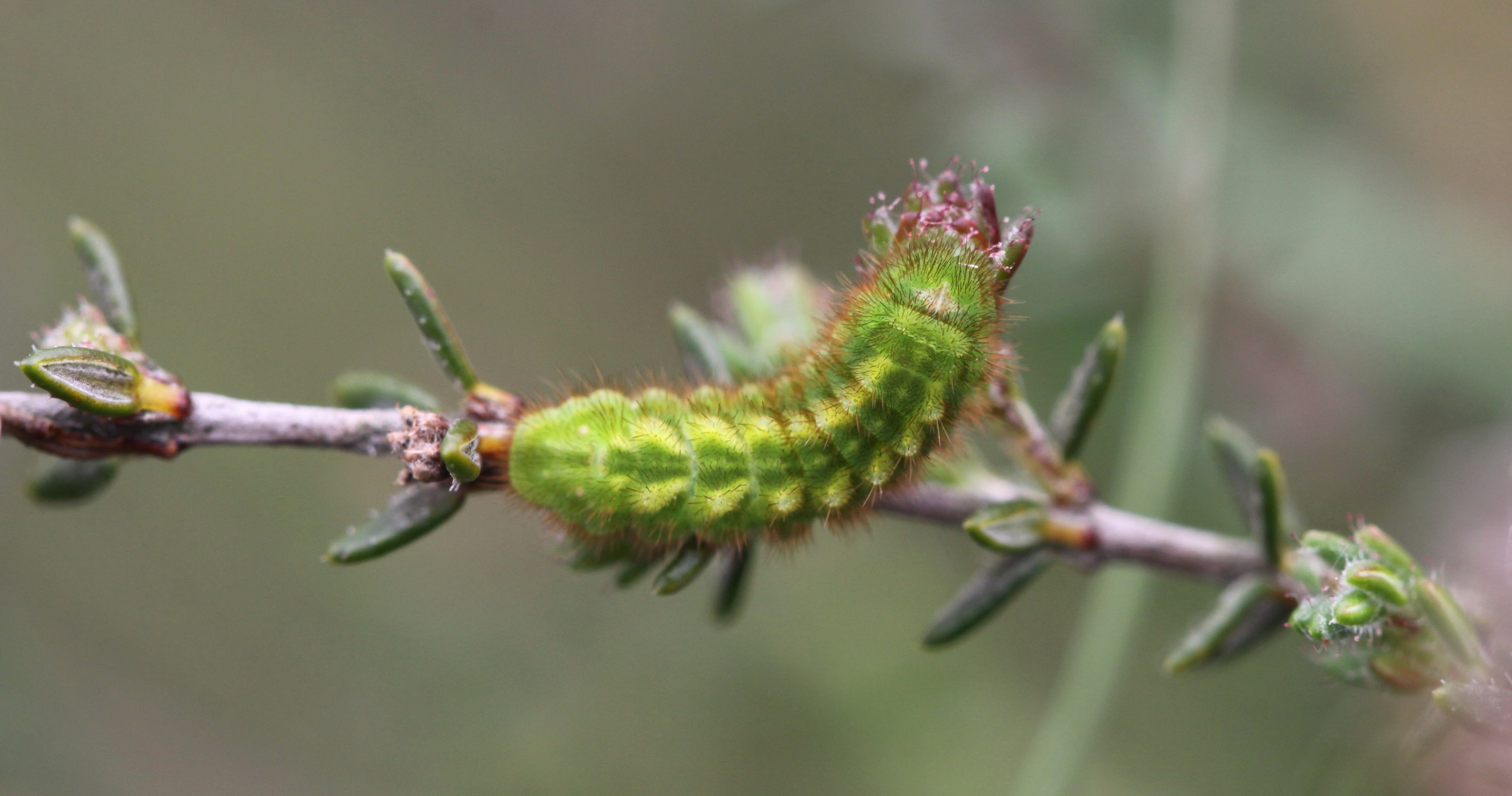
Gąsienica zieleńczyka ostrężyńca na wrzoścu.

Wrzosiec bagienny jest gatunkiem charakterystycznym dla mokrych wrzosowisk z rzędu Sphagno-Ericetalia. Rośnie jednak w bardzo zróżnicowanych zbiorowiskach roślinnych, bardzo często w towarzystwie wrzosu zwyczajnego (który bywa konkurencyjny wobec wrzośca, zwłaszcza w miejscach podsychających). W Europie Zachodniej jest stałym komponentem bardzo różnych zespołów wrzosowiskowych i wysokotorfowiskowych, w których dominantami obok wrzosu i wrzośca są: bażyna czarna Empetrum nigrum, Ulex gallii, borówka czarna Vaccinium mrtillus, trzęślica modra Molinia caerulea, wełnianka pochwowata Eriophorum vaginatum, wełnianeczka darniowa Trichophorum cespitosum. Rośnie na torfowiskach niskich w mechowiskach, w zbiorowiskach z trzęślicą i torfowcami, także z sitem sztywnym Juncus squarrosus, ostrokwiatowym J. acutiflorus i w zbiorowiskach łąk niskoturzycowych. Występuje w zbiorowiskach zaroślowo-leśnych na torfowiskach wysokich w rojstach (zaroślach) z bagnem zwyczajnym Ledo-Sphagnetum magellanici, w zagłębieniach międzywydmowych z łozowiskami z wierzbą uszatą i woskownicą europejską Myrico-Salicetum auritae, w zagłębieniach wilgotnych w obrębie nadmorskich borów bażynowych Empetro nigri-Pinetum i w położonych blisko wybrzeża borach bagiennych Vaccinio uliginosi-Pinetum.
Wrzosiec bagienny bezpośrednio nie ginie w wyniku presji roślinożerców (jest mniej chętnie zgryzany niż towarzyszący mu wrzos), łatwo regenerując się z niezgryzionych, dolnych części pędów, jednak intensywne zgryzanie skutkować może jego eliminacją jeśli towarzyszy mu rozwój konkurencyjnych roślin. Wrzosiec zgryzany jest przez owce, bydło i niektóre ptaki kurowate.
Spośród bezkręgowców, za szczególnie związane z wrzoścem bagiennym uznawane są wciornastek Frankliniella intonsa (żywi się kwiatami) i pluskwiak Eriococcus devoniensis (powoduje powstawanie galasów skutkujących charakterystycznym skręceniem łodygi wrzośca). Na wrzoścu odkryto nowy gatunek z mączlikowatych – Trialeurodes ericae. Poza tym wrzoścem żywią się z prostoskrzydłych podłatczyn krótkoskrzydły Metrioptera brachyptera, z wciornastków Thrips tabaci; pluskwiaki: Kleidocerys trunculatus susp. ericae, Macroderma micropterum, Ischnocoris angustulus, Scolopostethus decoratus, Tetralicia ericae, Lepidosaphes ulmi, Diaspidiotus bavaricus, misecznik śliwowy Parthenolecanium corni, Orthotylus ericetorum, nibugar jasnonogi Berytinus signoreti, Ophiola plutonius; muchówka Wachtliella ericina; chrząszcze: Cryptocephalus biguttatus, Altica ericeti i A. longicollis, Micrelus ericae; bardzo liczne gatunki motyli, w tym z dziennych – modraszkowate: zieleńczyk ostrężyniec Callophrys rubi i modraszek argus Plebejus argus.
Z roślin pasożytniczych na wrzościu zarejestrowano kaniankę macierzankową Cuscuta epithymum. Z grzybów w naturze obserwowano na wrzoścu łysostopka szpilkowego Gymnopus androsaceus, natomiast więcej patogenów grzybowych stwierdzono na roślinach uprawianych: Corticium solani, Phytophthora cactorum i P. cinnamomi.
Korzenie wrzośca funkcjonują w symbiozie ze strzępkami grzybni tworzącej mikoryzę erikoidalną, typową dla roślin wrzosowatych.

## Zagrożenia i ochrona
Gatunek zagrożony jest z powodu niszczenia i przekształcania siedlisk spowodowanych ich osuszaniem, eksploatacją torfu, czasem urbanizacją. Negatywny wpływ na stan populacji ma także wzrost trofii siedlisk powodowany deponowaniem azotu z atmosfery oraz postępujące zakwaszenie siedlisk (w Danii zarejestrowano spadek pH z powyżej 4 do nieco powyżej 3 na siedliskach gatunku w ciągu półwiecza). Na Wyspach Brytyjskich udokumentowano wyraźne zanikanie tego gatunku od połowy XX roku.
Różne habitaty zajmowane przez ten gatunek chronione są jako siedliska przyrodnicze w ramach sieci Natura 2000: 2180 – lasy mieszane i bory na wydmach nadmorskich; 2190 – wilgotne zagłębienia międzywydmowe; 4010 – wilgotne wrzosowiska z wrzoścem bagiennym (Ericion tetralix); 4020 – atlantyckie wilgotne wrzosowiska z Erica ciliaris i Erica tetralix strefy umiarkowanej; 5130 – formacje z jałowcem pospolitym (Juniperus communis) na wrzosowiskach lub nawapiennych murawach; 7110 – torfowiska wysokie z roślinnością torfotwórczą; 7130 – torfowiska wierzchowinowe (kołdrowe); 91D0 – bory i lasy bagienne (Vaccinio uliginosi-Betuletum pubescentis, Vaccinio uliginosi-Pinetum, Pino mugo-Sphagnetum, Sphagno girgensohnii-Piceetum) i brzozowo-sosnowe bagienne lasy borealne.
Roślina objęta w Polsce ścisłą ochroną gatunkową od 1983 roku (ze względu na rzadkość występowania i zagrożenie siedlisk postulowano objęcie jej ochroną już przed aktualizacją rozporządzenia w sprawie ochrony gatunkowej w 1957). Umieszczona jest na Czerwonej liście roślin i grzybów Polski (2006) w grupie gatunków narażonych na wyginięcie poza głównym obszarem występowania (kategoria zagrożenia: [V]). W wydaniu z 2016 roku otrzymała kategorię VU (narażony).
Siedliska wrzośca bagiennego chronione są m.in. w Słowińskim Parku Narodowym i w różnych rezerwatach przyrody, m.in. Wrzosiec w lubuskim.

## Zastosowanie
Wrzosiec bagienny jest uprawiany jako roślina ozdobna, chociaż bardzo rzadko, ponieważ wymaga bardzo kwaśnego i wilgotnego podłoża i jest mało tolerancyjny na błędy w uprawie (częściej spotykane w uprawie są inne gatunki wrzośców). Znanych jest kilkadziesiąt odmian ozdobnych, w większości pochodzących z Wielkiej Brytanii.
Dawniej wrzosiec bagienny wykorzystywany był przy produkcji węgla drzewnego i tanin, z pędów wyrabiano także miotły i miotełki do czyszczenia („chędożenia”) ubrań. Stosowany był w przeszłości analogicznie do szyszek chmielu przy wyrobie piwa, wyrabianego z ziół zwanych gruit, wśród których stanowił rzadziej spotykany dodatek. Stosowany był też, jako jeden z trzech wrzośców (obok popielatego i rozpierzchłego), do wyrobu piwa wrzosowego (heather ale). Kwiaty wrzośca roztarte z miodem i cukrem stosowano w lecznictwie ludowym do leczenia malarii.
Wrzośce opisywane są jako rośliny miododajne, dające średni pożytek nektarowy i pyłkowy. Dotyczy to jednak uprawianych w Polsce gatunków z tego rodzaju, takich jak wrzosiec krwisty Erica carnea. Z pożytków wrzośca bagiennego korzystać mogą tylko pszczoły o długiej ssawce. W efekcie jego pyłek nie jest stwierdzany w miodach z Polski, a na obszarach gdzie występują różne gatunki wrzośców – w miodach trafiają się pyłki innych gatunków, a nie wrzośca bagiennego (np. na atlantyckich wybrzeżach w Europie Zachodniej wrzośca popielatego Erica cinerea i rozpierzchłego Erica vagans). Tylko w miodach wrzosowych z Danii i Norwegii, gdzie wrzosiec bagienny rośnie obficie, a innych gatunków z tego rodzaju brak – znajdowano pyłek tego gatunku. Obecność pożytków z wrzośca bagiennego (podobnie jak i innych gatunków z tego rodzaju) w miodzie wrzosowym powoduje, że traci on swoje właściwości tiksotropiczne.

## Uprawa

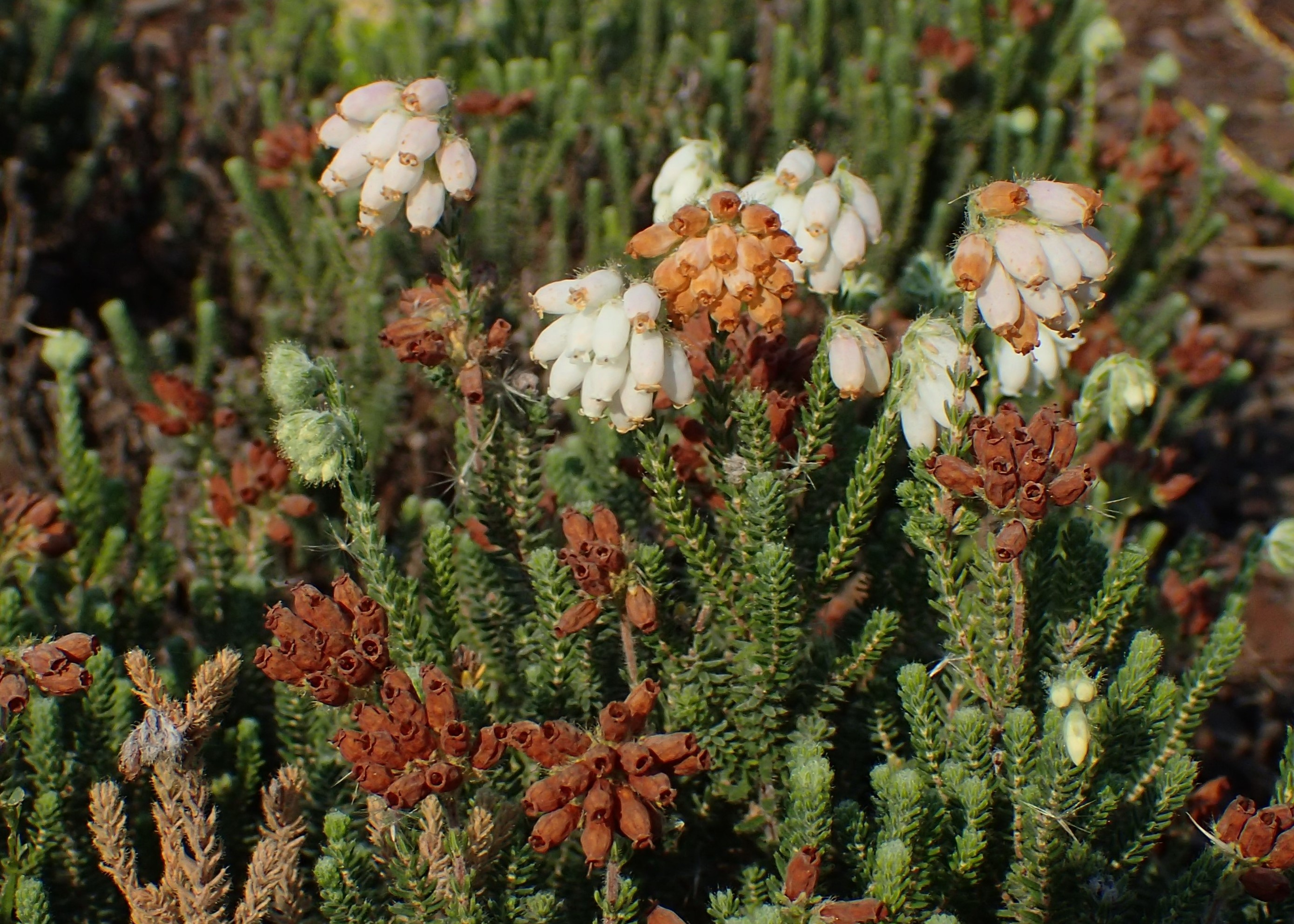
Odmiana 'Alba'

Gatunek wymaga podłoża przepuszczalnego, bezwapiennego, o odczynie od kwaśnego do obojętnego. Może być uprawiany w wilgotnym piasku na warstwie nieprzepuszczalnej. Ze względu na nietolerowanie związków wapnia nie może być podlewany wodą kranową zawierającą wapń. Toleruje tylko gleby ubogie w związki azotu, stąd z miejsca uprawy usuwać należy opadające liście, które rozkładając się mogą nadmiernie wzbogacić siedlisko. Wrzosiec jest w pełni mrozoodporny (strefy mrozoodporności 3-9). Rozmnaża się głównie przez sadzonki pędowe z piętką, poza tym: odkłady, kopczykowanie, rzadko przez siew. Po przekwitnieniu wskazane jest przycinanie pędów.

### Odmiany uprawne

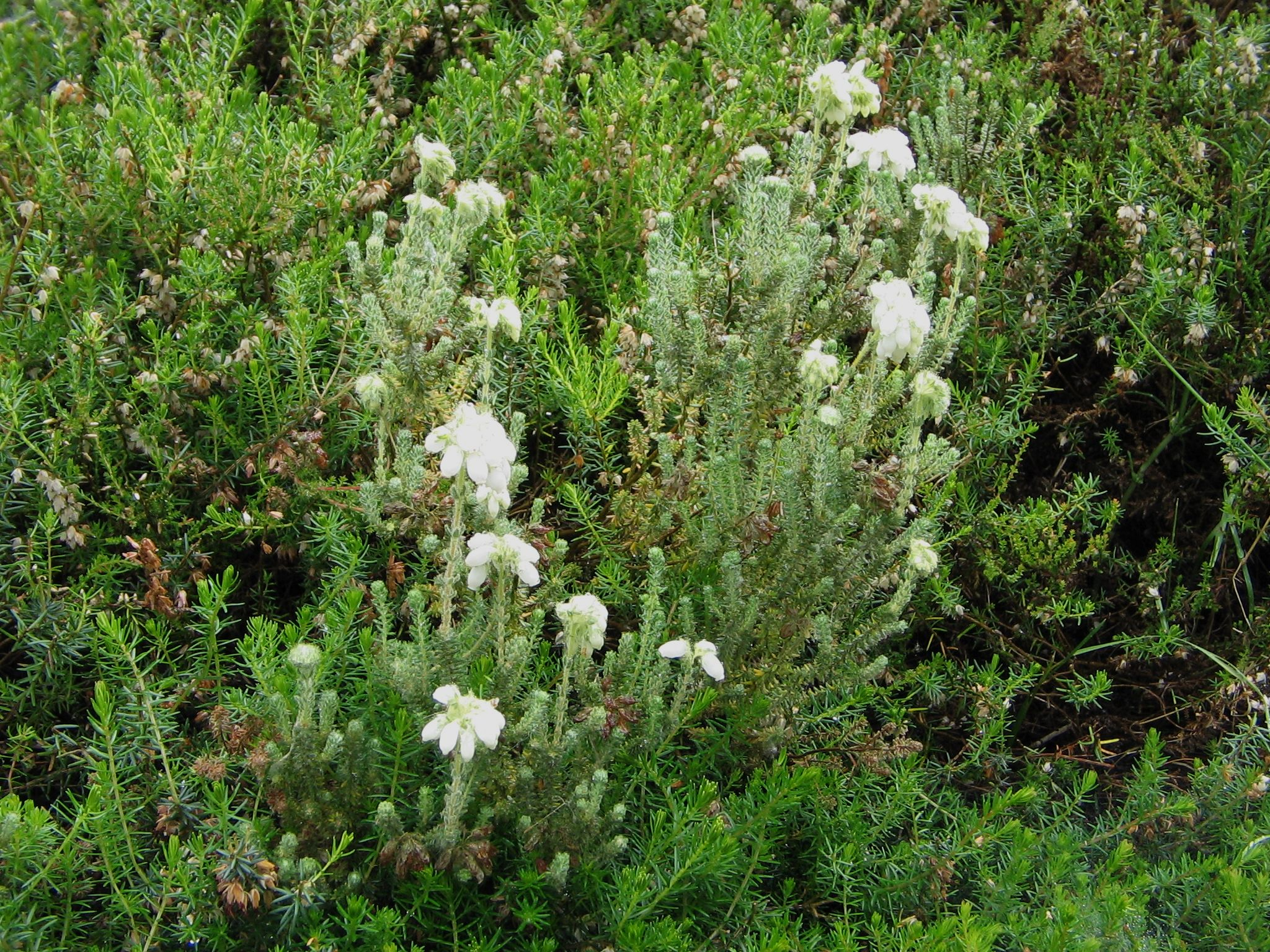
Odmiana 'Alba Mollis'

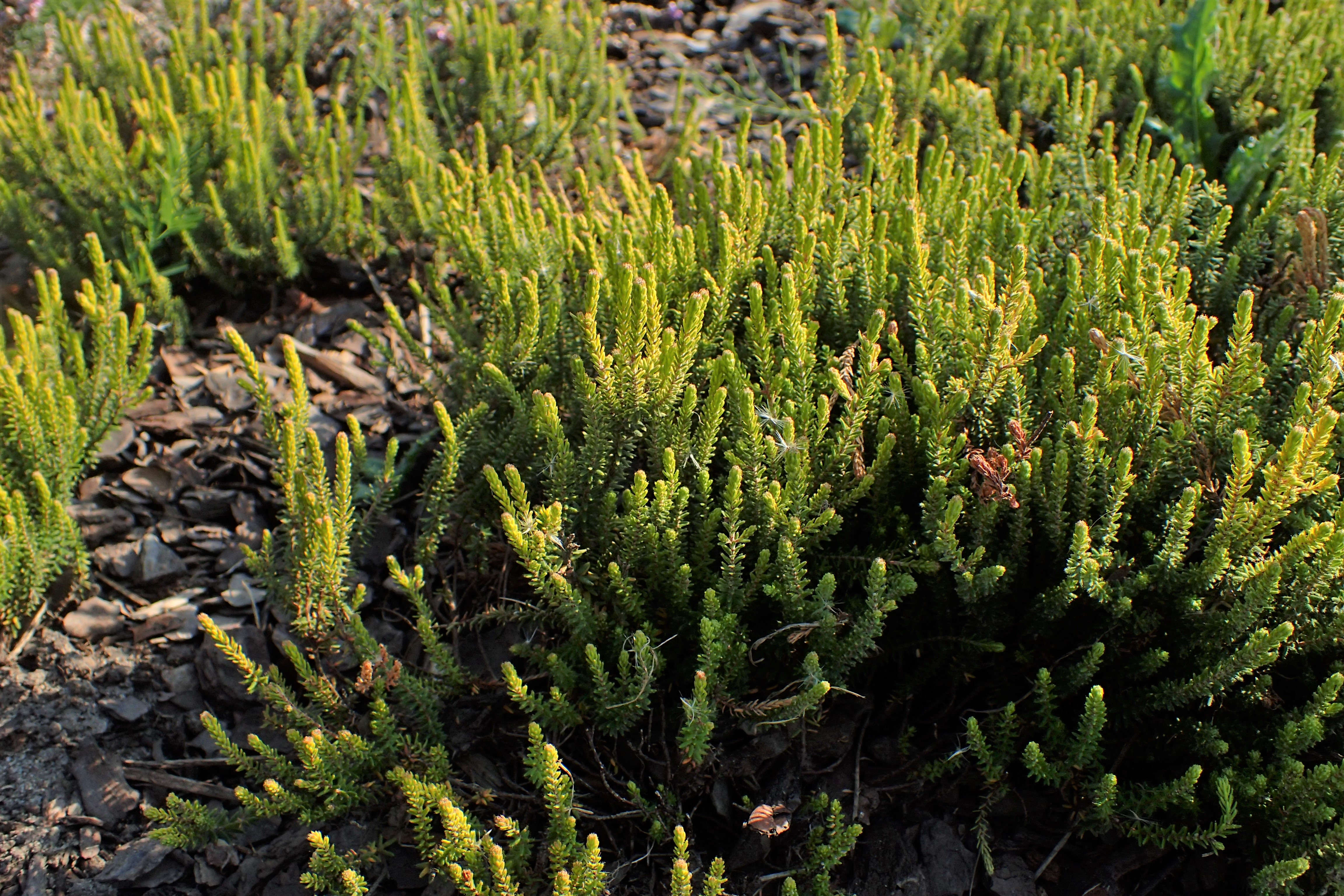
Odmiana 'Swedish Yellow'

Na początku XXI wieku znanych było ok. 30 odmian uprawnych wrzośca bagiennego. Nieliczne uprawiane są w Polsce.
- ‘Alba’ – do 30 cm wysokości; kwiaty białe (czasem lekko zaróżowione); liście srebrzystoszaro owłosione[14]. Uprawiany co najmniej od 1789[55].
- ‘Alba Mollis’ – do 20 cm wysokości; bardziej srebrzysto-szare liście niż u odmiany ‘Alba’. W uprawie przed 1867[55].
- ‘Alba Praecox’ – do 25 cm wysokości; kwiaty białe. Rozpoczyna kwitnienie wcześniej niż ‘Alba Mollis’, choć też w czerwcu[55].
- ‘Ardy’ – do 25 cm wysokości, rozrasta się szeroko; kwiaty niewielkie, różowoczerwone; liście szarozielone[14].
- ‘Bartinney’ – do 25 cm wysokości; kwiaty białe, zaczyna kwitnienie już w maju. Znaleziony w naturze w Kornwalii przed 1972[55].
- ‘Con Underwood’ – do 35 cm wysokości; kwiaty karminowoczerwone, duże[16], kwitnie długo – do października; liście ciemnoszarozielone[14].
- ‘Curled Roundstone’ – rośliny o pędach płożących, zwisających z krawędzi, skręcających się; kwiaty jasnoróżowe[56].
- ‘Daphne Underwood’ – do 25 cm wysokości; kwiaty różowoczerwone, liczne; odmiana słabo rosnąca i trudna w uprawie[14].
- ‘Dee’ – do 25 cm wysokości; kwiaty początkowo białe, z czasem różowiejące[55].
- ‘Foxhome’ – do 30 cm wysokości; kwiaty wiśnioworóżowe; liście szarozielone[56].
- ‘Gratis’ – do 20 cm wysokości; kwiaty różowe; liście szarozielone[56].
- ‘Hailstones’ – do 15 cm wysokości; pokrój zwarty; kwiaty białe; liście ciemnozielone. Znalezione w Szkocji[55].
- ‘Helen Nicol’ – do 20 cm wysokości; kwiaty pojedyncze, białe z żółtym kielichem, liście jasnozielone. Odmiana znaleziona wśród siewek w 1984 w gospodarstwie ogrodniczym w Anglii[55].
- ‘Helma’ – do 40 cm wysokości; kwiaty różowe, liczne, w obfitych kwiatostanach skierowane na wszystkie strony[14].
- ‘Hookstone Pink’ – do 40 cm wysokości; kwiaty jasnoróżowe, liczne; liście srebrzystoszare[14].
- ‘Ken Underwood’ – do 30 cm wysokości; kwiaty różowe i różowoczerwone; liście szarozielone z odcieniem niebieskawym[14].
- ‘L.E. Underwood’ – do 20 cm wysokości; kwiaty jasnoróżowe; liście zielone[14].
- ‘Melbury White’ – do 25 cm wysokości, pokrój zwarty; kwiaty białe; liście srebrzystoszare. Odmiana odkryta w Anglii w 1966[55].
- ‘Mollis’ – do 30 cm wysokości, pędy prosto wzniesione; kwiaty różowe; liście srebrnoszare[56].
- ‘Pink Glow’ – do 20 cm wysokości; kwiaty fioletowe (magenta); liście szarozielone[56].
- ‘Pink Pepper’ – do 20 cm wysokości; odmiana wolnorosnąca; kwiaty jasnoróżowe; liście szarozielone z białymi plamkami[56].
- ‘Pink Star’ – do 20 cm wysokości, rozrasta się szeroko; kwiaty lilaróżowe, skierowane na wszystkie strony; liście srebrzystoszare[14].
- ‘Riko’ – do 20 cm wysokości, pokrój zwarty, kwiaty rubinowe; liście szarozielone[56].
- ‘Rosea’ – do 25 cm wysokości; kwiaty jasnoróżowe; liście jasnozielone. Stara odmiana[56].
- ‘Rubra’ – do 20 cm wysokości; kwiaty karminowoczerwone[56].
- ‘Ruth’s Gold’ – do 20 cm wysokości; kwiaty jasnoróżowe; liście żółtoszare, wierzchołki pędów żółtozielone[56].
- ‘Stardome’ – do 25 cm wysokości, pokrój zwarty; kwiaty jasnoróżowe z ciemniejszymi końcami; liście szarozielone[56].
- ‘Swedish Yellow’ – do 15 cm wysokości; kwiaty różowe; liście zielonożółte latem i czerwonawe zimą. Zimą wymaga okrywania – przemarza podczas większych mrozów[57].
- ‘Tina’ – do 20 cm wysokości, rośnie wolno, roślina poduszkowa; kwiaty purpurowe; liście szarozielone. Wyselekcjonowana przez Rinusa Zwijnenburga z Holandii[58].
- ‘White House’ – do 25 cm wysokości, zwarty pokrój; kwiaty białe, liście szarozielone[55].